# Académie militaire estonienne
L'académie militaire estonienne, (en estonien : Kaitseväe Akadeemia, sigle KVA) est un établissement d'enseignement supérieur appliqué de défense nationale situé à Tartu, en Estonie.
L'établissement est une unité structurelle des forces armées estoniennes et est sous le commandement du commandant des forces de défense estoniennes.

## Présentation
La mission de l'institution est de former et d'éduquer les officiers réguliers des Forces de défense estoniennes et de la Ligue de défense estonienne, ainsi que d'autres institutions militaires.
Le programme académique offre une formation équilibrée dans les matières militaires et civils. Les membres du personnel académique de l'école sont aidés par des membres de la communauté académique des universités de toute l'Estonie.
L'Académie gère le musée de l'Académie militaire.

## Formation d'officier
Les formations d'officiers sont:
- Formation de base d'officier est le programme de premier niveau avec une période d'études de trois ans. Au cours de la formation, les cadets acquièrent les compétences d'un chef de peloton et d'un commandant de compagnie. A l'issue du cursus, les élèves-officiers auront suivi des études supérieures appliquées et le grade de sous-lieutenant.

- Cours de formation approfondie d'officier est le deuxième niveau de formation d'officier avec une période d'études de deux ans, durant laquelle les étudiants acquièrent les connaissances et les compétences nécessaires pour exercer les fonctions d'officier d'un bataillon d'infanterie ou d'une brigade.

- Cours d'officier supérieur d'état-major — le troisième niveau de formation des officiers — est un cours d'un an mené en coopération avec l'Institut de défense de la Baltique situé dans le même bâtiment  ou une formation pertinente dans un établissement d'enseignement à l'étranger.

- Cours supérieur d'officier d'état-major, le quatrième niveau de formation des officiers, est dispensé dans les cours d'officier d'état-major supérieur et les cours d'officier d'état-major général dans les établissements d'enseignement à l'étranger.